# Tabasko
Tabasko — другий студійний альбом, а загалом четвертий, польського репера O.S.T.R., випущений 24 червня 2002 року лейблом Asfalt Records. Альбом посів 29 місце у польському чарті OLiS. Tabasko був номінований на премію Фредеріка у категорії «Найкращий хіп-хоп альбом».

## Список композицій
1. «Masz To Jak W Banku 2» (feat. Nova) — 3:51
2. «To Nie Jest Tak» — 3:49
3. «Kochana Polsko» — 3:03
4. «Szukam Stylu» (feat. Maku) — 3:59
5. «Zazdrość» — 3:46
6. «Zrób Sobie Wolne (Skit)» — 1:08
7. «Tabasko» — 3:26
8. «Miejska Ślepota» — 3:37
9. «Państwo» — 3:16
10. «Mam Plan» — 4:34
11. «Sram Na Media» (feat. M.Orłoś, Fenomen, Spinache) — 3:46
12. «Grzech Za Grzech» — 3:27
13. «$» — 3:29
14. «Ja I Mój Lolo» — 3:09
15. «Ból Doświadczeń» (feat. Vienio) — 3:54
16. «Biznes» — 3:27
17. «Echo Miasta» (feat. Pezet) — 3:51
18. «1 Na 100» — 4:02
19. «Ziom Za Ziomem (feat. Tede)» — 4:28
20. «Rachunek Sumienia» — 3:57
21. «To Jest Nasze» — 4:22
22. «Czas i Pieniądz (Bonus Track)» (feat. Tabasko (Kochan, O.S.T.R., Tomila)) — 8:03